# Temporada 1973 de la NFL
La Temporada 1973 de la NFL fue la 54.ª en la historia de la NFL.En esta temporada O.J. Simpson se convirtió en el primer jugador en acarrear 2000 yardas en una temporada. Buffalo se mudó a su nueva casa, el Rich Stadium. Después de jugar sus dos primeros partidos en casa en el Yankee Stadium, los New York Giants jugaron el resto de sus partidos en casa en el Yale Bowl.
La temporada finalizó con el Super Bowl VII cuando los Miami Dolphins vencieron a los Minnesota Vikings en el Rice Stadium, Houston, Texas por 24 a 7 el 13 de enero de 1974.

## Carrera Divisional
Desde 1970 hasta el 2001, a excepción de la temporada acortada por la huelga de 1982, había tres divisiones (Este, Central y Oeste) en cada conferencia. Los ganadores de cada división, y un cuarto equipo "comodín" se clasificaban para los playoffs. Las reglas de desempate se basaron en enfrentamientos directos, seguido de los registros de división, los registros de oponentes comunes, y juego de conferencia.

### Conferencia Nacional
| Semana | Este              |        | Central   |        | Oeste       |        | Wild Card         |        |
| ------ | ----------------- | ------ | --------- | ------ | ----------- | ------ | ----------------- | ------ |
| 1      | 4 equipos         | 1-0-0  | 2 equipos | 1-0-0  | 2 equipos   | 1-0-0  | 5 equipos         | 1-0-0  |
| 2      | Empate (Dal, StL) | 2-0-0  | Minnesota | 2-0-0  | Los Angeles | 2-0-0  | Empate (Dal, StL) | 2-0-0  |
| 3      | Dallas            | 3-0-0  | Minnesota | 3-0-0  | Los Angeles | 3-0-0  | St. Louis         | 2-1-0  |
| 4      | Washington*       | 3-1-0  | Minnesota | 5-0-0  | Los Angeles | 4-0-0  | Dallas            | 3-1-0  |
| 5      | Washington        | 4-1-0  | Minnesota | 5-0-0  | Los Angeles | 5-0-0  | Dallas            | 3-2-0  |
| 6      | Washington        | 5-1-0  | Minnesota | 6-0-0  | Los Angeles | 6-0-0  | Dallas            | 4-2-0  |
| 7      | Washington        | 5-2-0  | Minnesota | 7-0-0  | Los Angeles | 6-1-0  | Dallas*           | 4-3-0  |
| 8      | Washington*       | 5-3-0  | Minnesota | 8-0-0  | Los Angeles | 6-2-0  | Atlanta*          | 5-3-0  |
| 9      | Washington*       | 6-3-0  | Minnesota | 9-0-0  | Los Angeles | 7-2-0  | Atlanta*          | 6-3-0  |
| 10     | Washington*       | 7-3-0  | Minnesota | 9-1-0  | Los Angeles | 8-2-0  | Atlanta*          | 7-3-0  |
| 11     | Washington        | 8-3-0  | Minnesota | 10-1-0 | Los Angeles | 9-2-0  | Atlanta           | 8-3-0  |
| 12     | Washington*       | 9-3-0  | Minnesota | 10-2-0 | Los Angeles | 10-2-0 | Atlanta*          | 8-4-0  |
| 13     | Dallas*           | 9-4-0  | Minnesota | 11-2-0 | Los Angeles | 11-2-0 | Washington        | 9-4-0  |
| 14     | Dallas            | 10-4-0 | Minnesota | 12-2-0 | Los Angeles | 12-2-0 | Washington        | 10-4-0 |

### Conferencia Americana
| Semana | Este              |        | Central     |        | Oeste       |       | Wild Card         |        |
| ------ | ----------------- | ------ | ----------- | ------ | ----------- | ----- | ----------------- | ------ |
| 1      | (Buf, Mia)        | 1-0-0  | (Cle, Pit)  | 1-0-0  | Denver      | 1-0-0 | 2 equipos         | 1-0-0  |
| 2      | N.Y. Jets         | 1-1-0  | Pittsburgh  | 2-0-0  | 4 equipos   | 1-1-0 | 7 equipos         | 1-1-0  |
| 3      | Buffalo           | 2-1-0  | Pittsburgh  | 3-0-0  | Kansas City | 2-1-0 | 3 equipos         | 2-1-0  |
| 4      | Empate (Buf, Mia) | 3-1-0  | Pittsburgh  | 4-0-0  | Kansas City | 3-1-0 | Empate (Buf, Mia) | 3-1-0  |
| 5      | Empate (Buf, Mia) | 4-1-0  | Pittsburgh  | 4-1-0  | Kansas City | 3-1-1 | Empate (Buf, Mia) | 4-1-0  |
| 6      | Miami             | 5-1-0  | Pittsburgh  | 5-1-0  | Kansas City | 3-2-1 | Cincinnati*       | 4-2-0  |
| 7      | Miami             | 6-1-0  | Pittsburgh  | 6-1-0  | Oakland     | 4-2-1 | Buffalo           | 5-2-0  |
| 8      | Miami             | 7-1-0  | Pittsburgh  | 7-1-0  | Oakland     | 5-2-1 | Buffalo           | 5-3-0  |
| 9      | Miami             | 8-1-0  | Pittsburgh  | 8-1-0  | Oakland*    | 5-3-1 | Kansas City*      | 5-3-1  |
| 10     | Miami             | 9-1-0  | Pittsburgh  | 8-2-0  | Kansas City | 6-3-1 | Cleveland         | 6-3-1  |
| 11     | Miami             | 10-1-0 | Pittsburgh  | 8-3-0  | Denver      | 6-3-2 | Cleveland         | 7-3-1  |
| 12     | Miami             | 11-1-0 | Cincinnati* | 8-4-0  | Oakland     | 7-4-1 | Pittsburgh        | 8-4-0  |
| 13     | Miami             | 11-2-0 | Cincinnati* | 9-4-0  | Oakland     | 8-3-1 | Pittsburgh        | 9-4-0  |
| 14     | Miami             | 12-2-0 | Cincinnati  | 10-4-0 | Oakland     | 9-4-1 | Pittsburgh        | 10-4-0 |

## Temporada regular
V = Victorias, D = Derrotas, E = Empates, CTE = Cociente de victorias [V+(E/2)]/(V+D+E), PF= Puntos a favor, PC = Puntos en contra
| Clasificado para los playoffs |

| Miami Dolphins(1)    | 12 | 2  | 0 | .857 | 343 | 150 |
| Buffalo Bills        | 9  | 5  | 0 | .643 | 259 | 230 |
| New England Patriots | 5  | 9  | 0 | .357 | 258 | 300 |
| New York Jets        | 4  | 10 | 0 | .286 | 240 | 306 |
| Baltimore Colts      | 4  | 10 | 0 | .286 | 226 | 341 |

| Cincinnati Bengals(2)  | 10 | 4  | 0 | .714 | 286 | 231 |
| Pittsburgh Steelers(4) | 10 | 4  | 0 | .714 | 347 | 210 |
| Cleveland Browns       | 7  | 5  | 2 | .571 | 234 | 255 |
| Houston Oilers         | 1  | 13 | 0 | .071 | 199 | 447 |

| Oakland Raiders(3) | 9 | 4  | 1 | .679 | 292 | 175 |
| Kansas City Chiefs | 7 | 5  | 2 | .571 | 231 | 192 |
| Denver Broncos     | 7 | 5  | 2 | .571 | 354 | 296 |
| San Diego Chargers | 2 | 11 | 1 | .179 | 188 | 386 |

| Dallas Cowboys(3)      | 10 | 4  | 0 | .714 | 382 | 203 |
| Washington Redskins(4) | 10 | 4  | 0 | .714 | 325 | 198 |
| Philadelphia Eagles    | 5  | 8  | 1 | .393 | 310 | 393 |
| St. Louis Cardinals    | 4  | 9  | 1 | .321 | 286 | 365 |
| New York Giants        | 2  | 11 | 1 | .179 | 226 | 362 |

| Minnesota Vikings(1) | 12 | 2  | 0 | .857 | 296 | 168 |
| Detroit Lions        | 6  | 7  | 1 | .464 | 271 | 247 |
| Green Bay Packers    | 5  | 7  | 2 | .429 | 202 | 259 |
| Chicago Bears        | 3  | 11 | 0 | .214 | 195 | 334 |

| Los Angeles Rams(2) | 12 | 2 | 0 | .857 | 388 | 178 |
| Atlanta Falcons     | 9  | 5 | 0 | .643 | 318 | 224 |
| San Francisco 49ers | 5  | 9 | 0 | .357 | 262 | 319 |
| New Orleans Saints  | 5  | 9 | 0 | .357 | 163 | 312 |

### Desempate
- N.Y. Jets finalizó por delante de Baltimore en la AFC Este basado en victorias en enfrentamientos directos (2–0)..
- Cincinnati finalizó por delante de Pittsburgh en la AFC Central basado en un mejor registro de conferencia (8-3 contra 7-4 de los Steelers).
- Kansas City finalizó por delante de Denver en la AFC Oeste basado en un mejor registro de división (4-2 contra 3-2-1 de los Broncos).
- Dallas finalizó por delante de Washington en la NFC Este por tener un mejor diferencial de puntos en enfrentamientos directos (13 puntos).
- San Francisco finalizó por delante de New Orleans en la NFC Oeste basado en un mejor registro de división (2-4 contra 1-5 de los Saints).

## Postemporada
Nota: Antes de la temporada 1975, las localías en los playoffs se decidían sobre la base de una rotación anual.
|  | Ronda Divisional                 | Ronda Divisional             | Ronda Divisional             |                               |             | Finales de Conferencia | Finales de Conferencia   | Finales de Conferencia   |                          |                 | Super Bowl      | Super Bowl      | Super Bowl |  |  |
|  |                                  |                              |                              |                               |             |                        |                          |                          |                          |                 |                 |                 |            |  |  |
|  |                                  |                              |                              |                               |             |                        |                          |                          |                          |                 |                 |                 |            |  |  |
|  | 22 de Dic - Metropolitan Stadium |                              |                              |                               |             |                        |                          |                          |                          |                 |                 |                 |            |  |  |
|  | 4                                | Washington                   | 20                           |                               |             |                        |                          |                          |                          |                 |                 |                 |            |  |  |
|  | 4                                | Washington                   | 20                           | 30 de Dic - Texas Stadium     |             |                        |                          |                          |                          |                 |                 |                 |            |  |  |
|  | 1                                | Minnesota                    | 27                           |                               |             |                        |                          |                          |                          |                 |                 |                 |            |  |  |
|  | 1                                | Minnesota                    | 27                           |                               | 1           | Minnesota              | 27                       |                          |                          |                 |                 |                 |            |  |  |
|  | 23 de Dic - Texas Stadium        |                              |                              |                               | 1           | Minnesota              | 27                       |                          |                          |                 |                 |                 |            |  |  |
|  |                                  | 3                            | Dallas                       | 10                            |             |                        |                          |                          |                          |                 |                 |                 |            |  |  |
|  | 2                                | 3                            | Dallas                       | 10                            | Los Angeles | 16                     |                          |                          |                          |                 |                 |                 |            |  |  |
|  | 2                                | Campeonato de la NFC         |                              |                               | Los Angeles | 16                     |                          |                          |                          |                 |                 |                 |            |  |  |
|  | 3                                | Dallas                       | 27                           |                               |             |                        | 13 de Ene - Rice Stadium | 13 de Ene - Rice Stadium | 13 de Ene - Rice Stadium |                 |                 |                 |            |  |  |
|  | 3                                | Dallas                       | 27                           |                               |             |                        | 13 de Ene - Rice Stadium | 13 de Ene - Rice Stadium | 13 de Ene - Rice Stadium |                 |                 |                 |            |  |  |
|  |                                  |                              |                              |                               |             |                        |                          |                          |                          | N1              | Minnesota       | 7               |            |  |  |
|  | 22 de Dic – Oakland Coliseum     | 22 de Dic – Oakland Coliseum | 22 de Dic – Oakland Coliseum |                               |             |                        |                          |                          |                          | A1              | Miami           | 24              |            |  |  |
|  | 4                                | Pittsburgh                   | 14                           |                               |             |                        |                          |                          |                          | Super Bowl VIII | Super Bowl VIII | Super Bowl VIII |            |  |  |
|  | 4                                | Pittsburgh                   | 14                           | 30 de Dic - Miami Orange Bowl |             |                        |                          |                          |                          | Super Bowl VIII | Super Bowl VIII | Super Bowl VIII |            |  |  |
|  | 3                                | Oakland                      | 33                           |                               |             |                        |                          |                          |                          |                 |                 |                 |            |  |  |
|  | 3                                | Oakland                      | 33                           |                               | 3           | Oakland                | 10                       |                          |                          |                 |                 |                 |            |  |  |
|  | 23 de Dic – Miami Orange Bowl    |                              |                              |                               | 3           | Oakland                | 10                       |                          |                          |                 |                 |                 |            |  |  |
|  |                                  | 1                            | Miami                        | 27                            |             |                        |                          |                          |                          |                 |                 |                 |            |  |  |
|  | 2                                | 1                            | Miami                        | 27                            | Cincinnati  | 16                     |                          |                          |                          |                 |                 |                 |            |  |  |
|  | 2                                | Campeonato de la AFC         |                              |                               | Cincinnati  | 16                     |                          |                          |                          |                 |                 |                 |            |  |  |
|  | 1                                | Miami                        | 34                           |                               |             |                        |                          |                          |                          |                 |                 |                 |            |  |  |
|  | 1                                | Miami                        | 34                           |                               |             |                        |                          |                          |                          |                 |                 |                 |            |  |  |

La letra negrita indica el equipo ganador.

## Premios anuales
Al final de temporada se entregan diferentes premios reconociendo el valor del jugador durante la temporada entera.
| Premio                     | Ganador        | Posición         | Equipo              |
| -------------------------- | -------------- | ---------------- | ------------------- |
| Jugador más valioso        | O.J. Simpson   | Running back     | Buffalo Bills       |
| Jugador ofensivo del año   | O.J. Simpson   | Running back     | Buffalo Bills       |
| Jugador defensivo del año  | Dick Anderson  | Safety           | Miami Dolphins      |
| Entrenador del año         | Chuck Knox     | Head Coach       | Los Angeles Rams    |
| Novato ofensivo del año    | Chuck Foreman  | Running back     | Minnesota Vikings   |
| Novato defensivo del año   | Wally Chambers | Defensive tackle | Chicago Bears       |
| Regreso del año            | Roman Gabriel  | Quarterback      | Philadelphia Eagles |
| Hombre del Año             | Len Dawson     | Quarterback      | Kansas City Chiefs  |
| Jugador más valioso del SB | Larry Csonka   | Fullback         | Miami Dolphins      |